# تاريخ القوزاق
يعود تاريخ القوزاق إلى عدة قرون.

## التاريخ المبكر
تتكهن العديد من النظريات حول أصول القوزاق. وفقًا لإحدى النظريات، يرجع القوزاق إلى أصول سلافية، بينما تنص نظرية أخرى على أن دستور بيليب أورليك لعام 1710 يشهد على أصول الخزر. يعتقد العلماء المعاصرون أن القوزاق لديهم أصول سلافية وتركية. ذكر الأكاديمي إيفان زابلين أن شعوب البراري والغابات كانت بحاجة دائمًا إلى "حدود حية"، وذكر أن البوريسفينيين القدماء (السكيثيون في دنيبر) والتانايتس يمكن أن يكونوا أسلاف القوزاق، وليس فقط الخزر الذين قد انصهروا، ولكن هذا يشمل أيضًا السيفيريين، والقوط والسكيثيين وغيرهم من السكان القدماء، كما يشهد فولكلور القوزاق، ودستور بيليب أورليك، والعديد من مؤرخي القوزاق. نظرًا لحاجة كل من القوات السوفيتية والمناهضة للبلشفية إلى إنكار أي عرق قوزاقي منفصل، فإن التأريخ التقليدي لما بعد الإمبراطورية يؤرخ ظهور القوزاق إلى القرنين الرابع عشر والخامس عشر. ومع ذلك، فقد استعارت النظريات غير السائدة تاريخ 948 من التأريخ الإمبراطوري، وأرجعت وجود القوزاق السابق إلى القرن العاشر، لكنها أنكرت روابط القوزاق بكل من "الشعب القديم" (الخزر) و"الشعب الجديد" (الروس). والأوكرانيين؛ المصطلحان "كبار السن" و"الشعب الجديد" اللذان صاغهما متروبوليتان إيلاريون في كييف في القرن الحادي عشر)، يذكر على وجه التحديد عام 948 باعتباره العام الذي كان فيه سكان السهوب تحت قيادة زعيم يدعى كاساك أو كازاك وهزم الخزر في منطقة كوبان الحديثة ونظم دولة تسمى كازاكيا أو القوزاق.
كان القوزاق بشكل رئيسي السلاف الشرقيين. في القرن الخامس عشر، كان المصطلح يصف في الأصل مجموعات التتار شبه المستقلة التي عاشت على نهر دنيبرو، الذي يتدفق عبر أوكرانيا وروسيا وبيلاروسيا.
يشير بعض المؤرخين إلى أن شعب القوزاق كان له أصول عرقية مختلطة، ينحدر من الروس والخزر والأوكرانيين والتتار وغيرهم ممن استقروا أو مروا عبر سهوب بونتيك-قزوين التي لا حدود لها والتي تمتد من آسيا الوسطى إلى جنوب شرق أوروبا.
ويزعم بعض علماء الأتراك أن القوزاق في كومانيا ينحدرون من الكيبتشاك، الذين نشأوا جزئياً بالقرب من الحدود الشمالية للصين وسرعان ما انتقلوا إلى غرب سيبيريا. بعد ذلك هاجروا غربًا إلى منطقة عبر نهر الفولجا (غرب كازاخستان حاليًا). وفي القرن الحادي عشر وصلوا أخيرًا إلى منطقة السهوب شمال البحر الأسود في جنوب روسيا وشرق أوكرانيا. وهم مرتبطون ارتباطًا وثيقًا بالكازاخيين المعاصرين.
أعجب الجيش الروسي المبكر كثيرًا بالقوزاق لمهاراتهم في الفروسية. تم توظيف كثيرين منهم في سلاح الفرسان من قبل أمراء الحرب الروس والأوكرانيين، بنفس الطريقة التي استأجروا بها بلاك كلوبوكس كحراس شخصيين.
بعد عام 1400، ظهر القوزاق كمجموعة راسخة يمكن التعرف عليها في الروايات التاريخية. استخدم حكام دوقية موسكو الكبرى والكومنولث البولندي الليتواني القوزاق كحراس متنقلين ضد غارات التتار من الجنوب في أراضي جنوب روسيا وشرق أوكرانيا الحالية. وبالحكم من خلال سجلات أسمائهم، يبدو أن هؤلاء القوزاق الأوائل قد ضموا عددًا كبيرًا من أحفاد التتار. منذ منتصف القرن الخامس عشر، يُذكر القوزاق في الغالب بأسماء سلافية.
تصف جميع السجلات التاريخية لتلك الفترة مجتمع القوزاق باعتباره اتحادًا فضفاضًا للمجتمعات المستقلة، وغالبًا ما تندمج في وحدات أكبر ذات طابع عسكري، منفصلة تمامًا عن الدول الأخرى ومستقلة عنها في الغالب (مثل بولندا وأوكرانيا وروسيا وكازاخستان ومنغوليا أو التتار).
في القرن السادس عشر، أنشأت مجتمعات القوزاق منظمتين إقليميتين مستقلتين نسبيًا:
- زابوريزهيا، على الانحناءات السفلية لنهر دنيبرو في أوكرانيا، بين روسيا وبولندا وتتار شبه جزيرة القرم، ومركزهم هو زابوروجيان سيش.
- ولاية الدون القوزاق، على نهر الدون، تفصلها عن الدولة الروسية قبائل نوغاي والتتار المتمردة.

## دون قوزاق
تشير العديد من الوثائق التاريخية لتلك الفترة إلى الدون القوزاق في روسيا كشعب عرقي وثقافي ذو سيادة يتمتع بثقافة محاربة فريدة من نوعها. نفذ القوزاق غارات ونهبًا ضد جيرانهم كمصدر مهم للدخل. بالفعل في عام 1444، تم ذكر القوزاق في ريازان كمدافعين عن بيريسلافل-زاليسكي ضد وحدات القبيلة الذهبية وفي رسالة من إيفان الثالث ملك روسيا في عام 1502. تم تقسيم المنطقة المحيطة بنهر الدون بين الجانب الغربي لشبه جزيرة القرم والجانب الشرقي لنوجاي بعد سقوط القبيلة الذهبية في عام 1480. كانت السهوب الشاسعة لمنطقة الدون مأهولة بالأقنان الهاربين، وأولئك الذين يتوقون إلى الحرية، والأشخاص الذين لم يكونوا راضين عن النظام الاجتماعي القائم. بمرور الوقت، تم تشكيل ثقافة دون القوزاق في مجتمع موحد وكان يسمى "القوزاق".
القوزاق الدون معروفون بهجماتهم على الإمبراطورية العثمانية وأتباعها (مثل التتار)، على الرغم من أنهم لم يخجلوا من نهب المجتمعات المجاورة الأخرى. أدت أفعالهم إلى تفاقم التوتر على الحدود الجنوبية للكومنولث البولندي الليتواني (كريسي)، مما أدى إلى حرب منخفضة المستوى مستمرة تقريبًا في تلك المناطق طوال فترة وجود الكومنولث تقريبًا. يعود تاريخ أول غارة بحرية مسجلة لهم على البحر الأسود إلى عام 1538، وذلك بالهجوم على قلعة أوتشاكيف . وأعقب ذلك غارات أكثر تكرارًا وأفضل تنظيمًا في أماكن أخرى، وكان تحرير العبيد المسيحيين أحد الأهداف الرئيسية، فضلاً عن الحصول على الغنائم. وكان نجاحهم كبيرًا لدرجة أنهم جذبوا انتباه القوى الأوروبية الغربية، بما في ذلك البابوية، التي قدمت مبادرات دبلوماسية على أمل إطلاق مشاريع مشتركة ضد الأتراك. في عام 1539، طلب الأمير الروسي الكبير فاسيلي الثالث من السلطان العثماني كبح جماح القوزاق، فأجاب السلطان: "إن القوزاق لا يقسمون لي بالولاء، وهم يعيشون كما يحلو لهم". في عام 1549، رد قيصر روسيا إيفان الرهيب على طلب السلطان التركي بوقف الأعمال العدوانية لقوزاق الدون، قائلاً: "إن قوزاق الدون ليسوا رعاياي، وهم يذهبون إلى الحرب أو يعيشون في سلام دون علمي."

## الكومنولث البولندي الليتواني
جرت تبادلات مماثلة بين روسيا والعثمانيين والكومنولث. حاول كل منهم في كثير من الأحيان استخدام تحريض القوزاق لأغراضه الخاصة. كان القوزاق من جانبهم سعداء بنهب الجميع بالتساوي تقريبًا. بين القرن السادس عشر إلى القرن السابع عشر، أصبح القوزاق الزابورويجان رعايا في البداية لدوقية ليتوانيا الكبرى، ثم لاحقًا لاتحاد لوبلان التابع للكومنولث البولندي الليتواني.
باستخدام قوادس صغيرة ضحلة الغاطس وذات قدرة عالية على المناورة تُعرف باسم تشايكي ، تحركوا بسرعة عبر البحر الأسود. وفقًا لسجلات القوزاق الخاصة، يمكن لهذه السفن، التي تحمل طاقمًا مكونًا من 50 إلى 70 فردًا، الوصول إلى ساحل الأناضول في آسيا الصغرى من مصب نهر دنيبر في أربعين ساعة. غالبًا ما كانت القوادس مصحوبة بقوادس أكبر كانت بمثابة مراكز للقيادة والسيطرة. اكتسبت الغارات أيضًا غرضًا سياسيًا مميزًا بعد أن أصبح بيترو كوناشيفيتش ساهيداتشني هيتمان في عام 1613، بهدف تحويل المضيف إلى نواة الأمة الأوكرانية بدعم من الدول الأوروبية.
بحلول عام 1618، أصبح الزابوروجيون أعضاء في الرابطة المناهضة لتركيا، حيث نقل شايداشني مقر سلطته إلى كييف، العاصمة الإقليمية للتاج البولندي.
حتى أن الصفات القتالية للقوزاق الذين يبحرون كانت موضع إعجاب في السجلات العثمانية: "يمكن للمرء أن يقول بأمان أنه في العالم كله لا يمكن للمرء أن يجد شعبًا أكثر إهمالًا لحياتهم أو أقل خوفًا من الموت؛ ويؤكد الأشخاص المتمرسون في الملاحة أن وبسبب مهارتهم وجرأتهم في المعارك البحرية، فإن هذه العصابات أكثر خطورة من أي عدو آخر.
وفي عام 1615، أبحر المغيرون إلى أسوار تسارهورود، كما كانوا يشيرون إلى العاصمة التركية، ونهبوا موانئ ميزيفنا وأرتشيوكا. باءت محاولة الأتراك لمحاصرة جزيرة بيريزان ومنع القوزاق من الوصول إلى البحر بالفشل في ربيع عام 1616. واصل المغيرون الاستيلاء على كافا ، التي أحرقت بعد تحرير جميع العبيد. في نفس العام، تم الاستيلاء على طرابزون ، في شرق الأناضول، وتدميرها. أرسل السلطان أحمد الأول أسطوله إلى نهر الدنيبر للمطاردة؛ ولكن بدلاً من العودة إلى ديارهم، أبحر القوزاق مرة أخرى إلى القسطنطينية، حيث قاموا بمداهمة في أوقات الفراغ، حتى أنهم اقتحموا قصر توبكابي ، وفقًا لإحدى الروايات. تمت مداهمة المدينة أربع مرات أخرى، مرة واحدة في عام 1620 وما لا يقل عن ثلاث مرات في عام 1624.
بعد عام 1624، تلاشت الغارات الزابوروجية تدريجيًا، حيث بدأ القوزاق في تكريس المزيد والمزيد من طاقاتهم القتالية للحملات البرية، والقتال من جانب ثم من الجانب الآخر خلال صراعات مثل حرب الثلاثين عامًا. توسعت أعدادهم مع الهجرة من بولندا وليتوانيا. أدى فشل Szlachta في اعتبار القوزاق الزابوروجيين نبلاء لإدراجهم في سجل القوزاق العسكريين المحترفين إلى تآكل ولاء القوزاق تجاه الكومنولث. تم رفض محاولات القوزاق للاعتراف بهم على أنهم مساوون للسلاختا، واقتصرت خطط تحويل كومنولث الدولتين (البولندية الليتوانية) إلى ثلاث دول (مع القوزاق/الروثينيين) على وجهة نظر الأقلية. بعد الحرب الأهلية عام 1648 (أو التمرد من وجهة النظر البولندية)، سيطر جيش زابوروجي على أجزاء من أوكرانيا عام 1649، على الرغم من أنهم اعترفوا في أوقات مختلفة بالملك البولندي على مدى العقود التالية.
كانت هناك عدة انتفاضات القوزاق ضد الكومنولث في أوائل القرن السابع عشر. وكان أكبرها انتفاضة خميلنيتسكي، والتي تعتبر مع الطوفان أحد الأحداث التي أنهت العصر الذهبي للكومنولث. أبعدت هذه الانتفاضة القوزاق عن مجال نفوذ الكومنولث، فقط لتجعلهم خاضعين لحكم روسيا القيصرية بموجب معاهدة بيرياسلاف (1654)، وأنشأت مملكتهم على الضفة اليسرى لأوكرانيا في عام 1667 بموجب معاهدة أندروسوفو، والأرض الأبدية . معاهدة السلام عام 1686.

## أوكرانيا وروسيا القيصرية
بعد هذه النقطة، تم تقسيم أمة القوزاق التابعة للمضيف الزابوروجي إلى جمهوريتين تتمتعان بشبه حكم ذاتي داخل الدولة الروسية: الهتمانات على الضفة اليسرى لنهر الدنيبر، وزابوروجيا الأكثر استقلالًا في الجنوب. كما تم إنشاء منظمة القوزاق في مستعمرة سلوبودا الأوكرانية الروسية.
فقدت هذه المنظمات استقلالها تدريجيًا، وألغتها كاترين الثانية في أواخر القرن الثامن عشر. أصبحت الهتمان حاكمة لروسيا الصغيرة ، وسلوبودا أوكرانيا مقاطعة خاركيف . بعد تدمير عاصمتها سيش ، على غرار العاصمتين الأوكرانيتين تشيغيرين وباتورين ، ونقلها أكثر من مرة، تم استيعاب زابوروجيا في روسيا الجديدة.
انتقل القوزاق الذين أرادوا مواصلة أسلوب حياتهم إما إلى الأراضي العثمانية أو النمساوية على نهر الدانوب أو بعد الحياة في بوغ ودنيستر إلى منطقة كوبان، حيث يعيشون حتى هذا التاريخ (انظر قوزاق كوبان)

## روسيا القيصرية والإمبراطورية الروسية

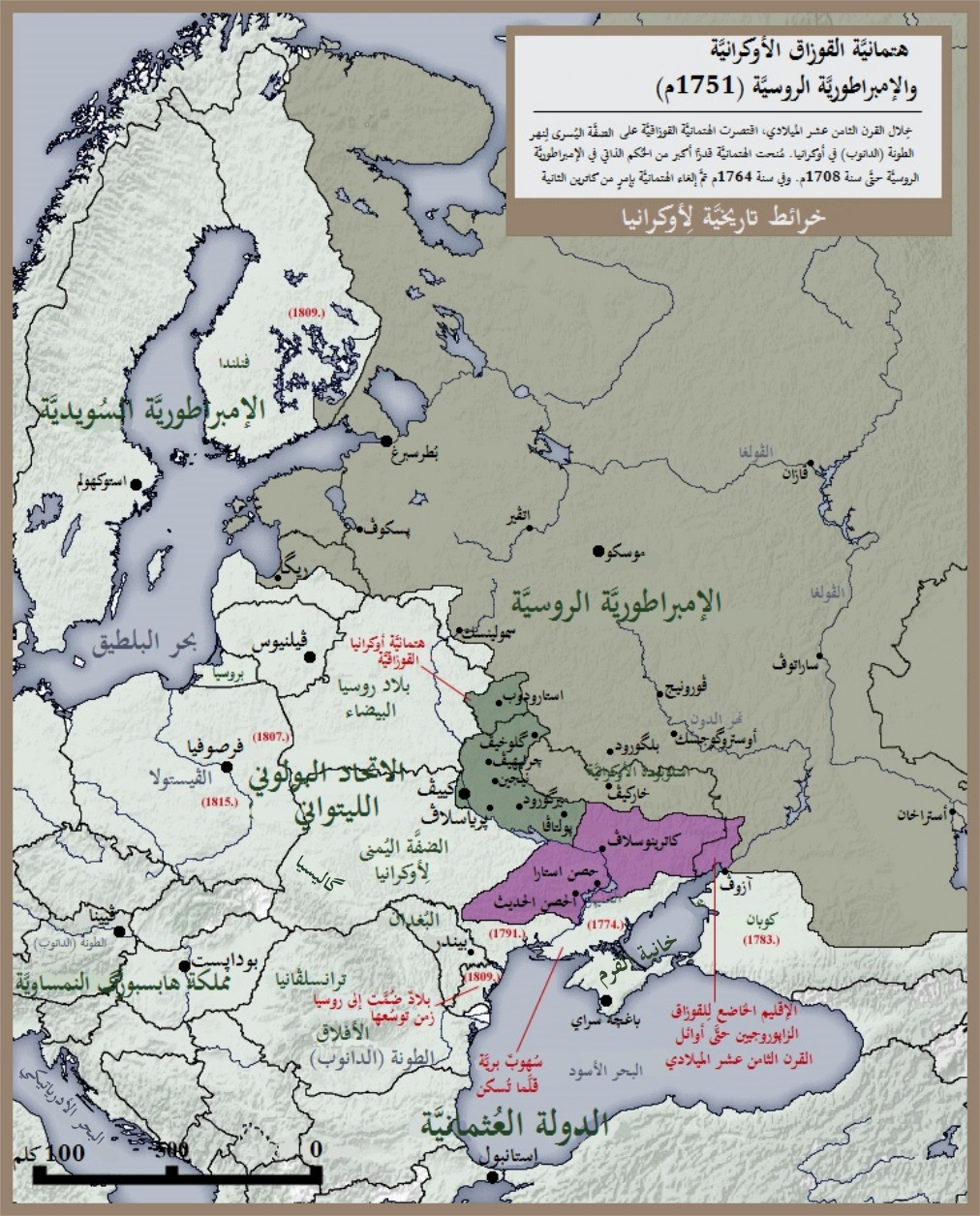
الخريطة التاريخية للقوزاق الأوكراني هيتمانات وأراضي القوزاق زابوروجيان تحت حكم الإمبراطورية الروسية (1751).

هذا القسم مستمد في الأصل من موسوعة بريتانيكا الحادية عشرة لعام 1911
في الإمبراطورية الروسية، كان القوزاق يشكلون 12 قوزاقًا منفصلين، استقروا على طول الحدود: قوزاق الدون، وقوزاق كوبان، وقوزاق تيريك، وقوزاق بوه، وقوزاق أستراخان، وقوزاق الأورال، وقوزاق أورينبورغ، وقوزاق سيبيريا، وقوزاق سيميريتشينسك، وقوزاق بايكال، وآمور القوزاق، والقوزاق أوسوري. أيضًا، كان هناك عدد صغير من القوزاق في كراسنويارسك وإيركوتسك، الذين سيشكلون مضيف ينيسي القوزاق وفوج إيركوتسك القوزاق التابع لوزارة الداخلية في عام 1917. الستانيتسا، أو القرية شكلت الوحدة الأساسية لهذه المنظمة. احتفظت كل مقاطعة بأرضها كبلدية، وقد تسمح لغير القوزاق (باستثناء اليهود) بالاستقرار على هذه الأرض مقابل دفع إيجار معين. كان مجلس جميع أصحاب المنازل في القرى التي تضم أقل من 30 أسرة، و30 رجلاً منتخبًا في القرى التي تضم من 30 إلى 300 أسرة (واحد من كل 10 أسر في القرى الأكثر اكتظاظًا بالسكان)، يشكل مجلس القرية. كان هذا المجلس يشبه المير، لكن كان له سمات أوسع: فقد قام بتقييم الضرائب، وتقسيم الأرض، واتخذ إجراءات لفتح ودعم المدارس، ومخازن الحبوب في القرى، والزراعة الجماعية، وما إلى ذلك، وانتخب أتامان (زعيمه) ومجلسه. قضاتها، الذين قاموا بتسوية جميع النزاعات بمبلغ يصل إلى مبلغ 1911 موسوعة بريتانيكا يعطيه "10 جنيهات إسترلينية" (أو أعلى من هذا المبلغ بموافقة الجانبين).
كان على جميع الذكور القوزاق أداء الخدمة العسكرية لمدة 20 عامًا، بدءًا من سن 18 عامًا. لقد أمضوا سنواتهم الثلاث الأولى في القسم التمهيدي، والسنوات الـ 12 التالية في الخدمة الفعلية، والسنوات الخمس الأخيرة في الاحتياط. كان على كل قوزاق شراء زيه العسكري ومعداته وحصانه (إذا كان راكبًا)، وكانت الحكومة تزوده بالأسلحة فقط.تم تقسيم القوزاق في الخدمة الفعلية إلى ثلاثة أجزاء متساوية وفقًا للعمر، وكان الثلث الأول فقط (حوالي 18-26 عامًا) يؤدي الخدمة الفعلية بشكل طبيعي، بينما كان الباقون يعملون بشكل فعال كاحتياط، يتمركزون في المنزل ولكنهم ملزمون بالخروج في غضون مهلة قصيرة. جاء الضباط من المدارس العسكرية، حيث كان لجميع القوزاق voiskos شواغر خاصة بهم، أو كانوا ضباط صف القوزاق، مع درجات الضباط. في مقابل هذه الخدمة، تلقى القوزاق من الدولة منحًا كبيرة من الأرض لكل فويسكو على حدة.
في عام 1893، بلغ إجمالي عدد سكان القوزاق 2,648,049 نسمة (بما في ذلك 1,331,470 امرأة)، وكان لديهم ما يقرب من 146,500,000 نسمة. فدان (593.000 كم 2) من الأراضي منها 105.000.000 فدان (425.000 كم 2) من الأراضي الصالحة للزراعة و 9,400,000 فدان (38.000 كم 2) تحت الغابات. سيطرت كل مقاطعة على حصة من الأرض، مقسمة بمعدل 81 فدان (328.000 م 2) لكل نفس، مع منح خاصة للضباط (شخصية لبعضهم، بدلاً من المعاشات التقاعدية)، وترك حوالي ثلث الأرض احتياطياً للمستقبل. الدخل الذي حصل عليه القوزاق voiskos من الأراضي (التي استأجروها لأشخاص مختلفين)، وكذلك من مصادر مختلفة (براءات الاختراع التجارية، وإيجارات المحلات التجارية، ومصائد الأسماك، وتصاريح التنقيب عن الذهب، وما إلى ذلك)، وكذلك من الإعانات التي تلقوها من الحكومة (حوالي 712.500 جنيه إسترليني في عام 1893)، لتغطية جميع نفقات الدولة والإدارة المحلية. علاوة على ذلك، كان لديهم رأسمال احتياطي خاص يبلغ حوالي 2.600.000 جنيه إسترليني. غطت ضرائب القرية نفقات إدارة القرية. كان لكل فويسكو إدارة عامة منفصلة، وتختلف الهياكل الإدارية داخل الفواسكو المختلفة. ناقشت الإدارة المركزية في وزارة الحرب، والتي تضم ممثلين عن كل فويسكو، مقترحات جميع القوانين الجديدة التي تؤثر على القوزاق.

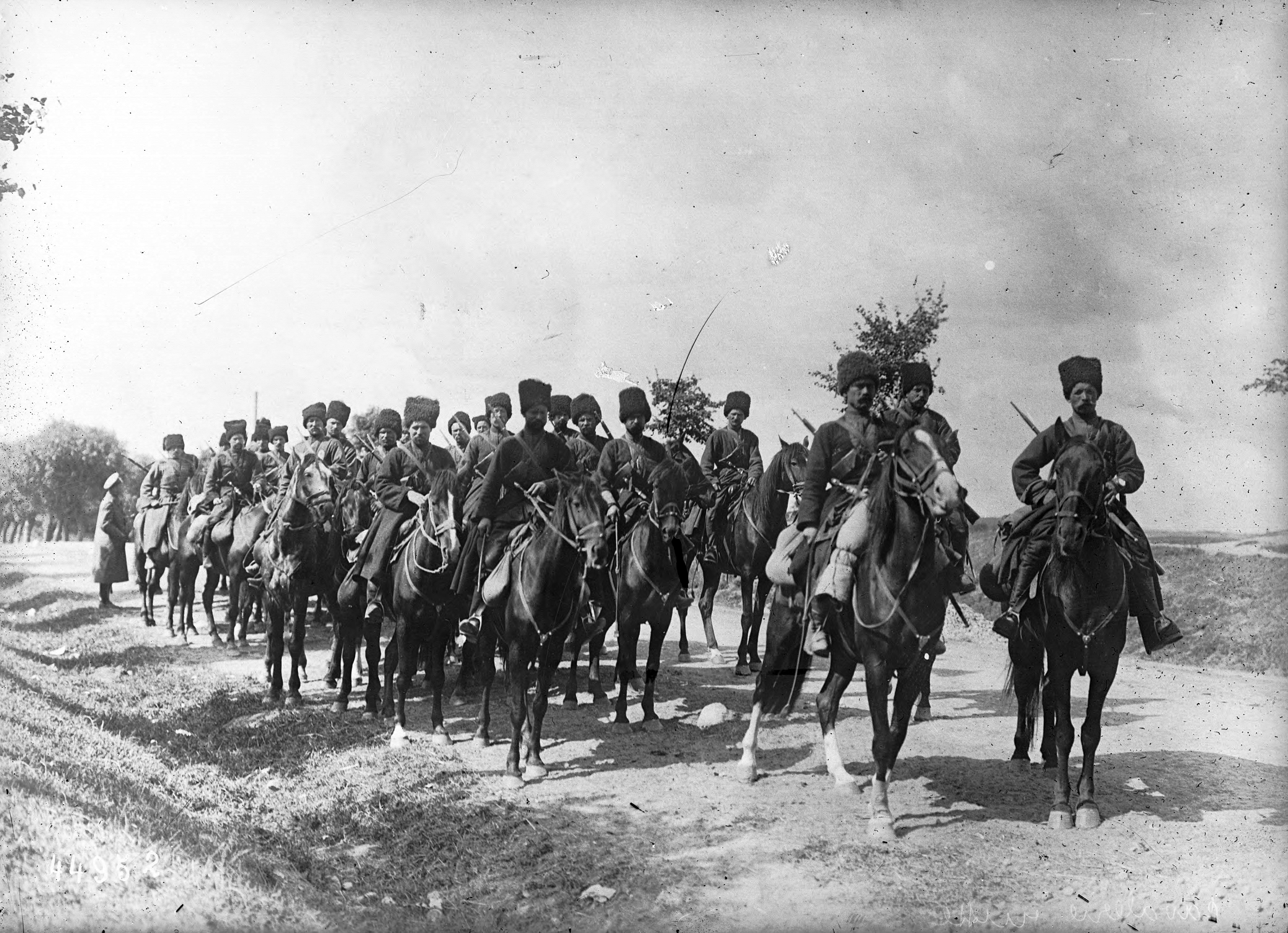
القوزاق الروس على الجبهة. 1915

في وقت الحرب، كان على فرق القوزاق العشرة توفير 890 سربًا أو سربًا (يتكون كل منها من 125 رجلاً)، و108 سرايا أو سرايا مشاة (أيضًا 125 رجلًا لكل منها)، و236 مدفعًا، تمثل 4267 ضابطًا و177100 رجل، مع 170695 حصانًا. في وقت السلم احتفظوا بـ 314 سربًا، و54 مشاة سوتنيا، و20 بطارية تحتوي على 108 بنادق (2574 ضابطًا، 60532 رجلاً، 50054 حصانًا). إجمالاً، عشية الحرب العالمية الأولى، كان لدى القوزاق 328.705 رجلًا جاهزين لحمل السلاح.
كقاعدة عامة، كان التعليم الشعبي بين القوزاق على مستوى أعلى منه في بقية الإمبراطورية الروسية. كان لديهم المزيد من المدارس وذهبت نسبة أكبر من أطفالهم إلى المدرسة. بالإضافة إلى الزراعة، التي (باستثناء القوزاق أوسوري) كانت كافية لتلبية احتياجاتهم وعادة ما تترك فائضًا معينًا، قاموا بتربية الماشية والخيول على نطاق واسع، وزراعة الكروم في القوقاز، وصيد الأسماك في نهر الدون، ونهر الأورال. وبحر قزوين والصيد وتربية النحل وما إلى ذلك. قام القوزاق في الغالب بتأجير حقوق استخراج الفحم والذهب والمعادن الأخرى الموجودة في أراضيهم للغرباء، الذين كانوا يمتلكون أيضًا معظم المصانع.
أدخلت السلطات القيصرية أيضًا منظمة عسكرية مماثلة لتلك الخاصة بالقوزاق في بعض المناطق غير القوزاقية، والتي زودت عددًا من المشاة الخيالة سوتنيا ("المئات"). كانت أسس السلام الخاصة بهم عشية الحرب العالمية الأولى تتألف من:
- داغستان، ستة أسراب نظامية وثلاثة من الميليشيات.
- شركس كوبان, سوتنيا واحدة.
- تيريك, ثمانية سوتنيا.
- كارس، ثلاثة سوتنيا.
- باتوم واثنين من المشاة وواحدة من سوتنيا.
- التركمان ثلاثة سوتنيا.

## ثورة روسية
وفي الحرب الأهلية التي أعقبت الثورة الروسية، وجد القوزاق أنفسهم على جانبي الصراع. قاتل العديد من الضباط والقوزاق ذوي الخبرة في صفوف الجيش الأبيض، وانضم بعض الفقراء إلى الجيش الأحمر. بعد هزيمة الجيش الأبيض، تم تطبيق سياسة نزع القوزاق (Raskazachivaniye) على القوزاق الباقين على قيد الحياة وأوطانهم حيث كان يُنظر إليهم على أنهم تهديد محتمل للنظام الجديد. وتضمن ذلك تقسيم أراضيهم بين أقسام أخرى ومنحها لجمهوريات أقليات جديدة تتمتع بالحكم الذاتي، ثم تشجيع استيطان هذه الأراضي مع تلك الشعوب، ولكن كانت هناك أيضًا اعتقالات وقمع عنيف. كانت سياسة إعادة التوطين هذه تنطبق بشكل خاص على أرض Terek Cossacks. كانت أوطان القوزاق في كثير من الأحيان خصبة للغاية، وخلال حملة التجميع، تقاسم العديد من القوزاق مصير الكولاك. ضربت مجاعة عام 1933 منطقة الدون وكوبان بشدة. وفقًا لمايكل كورت، "خلال عامي 1919 و1920، من بين عدد السكان البالغ حوالي 3 ملايين نسمة، قتل النظام البلشفي أو رحل ما يقدر بنحو 300,000 إلى 500,000 من القوزاق"، بما في ذلك 45,000 من قوزاق تيريك.

## حرب عالمية ثانية
عندما اندلعت الحرب وجد القوزاق أنفسهم على جانبي الصراع. قاتل معظمهم من أجل الاتحاد السوفيتي. ومع ذلك، اختار البعض تصفية الحسابات القديمة من خلال التعاون مع الألمان، خاصة بعد سلسلة الهزائم الأولية للاتحاد السوفيتي، بما في ذلك خسارة جزء كبير من جيش إيفان كونونوف، الرائد السوفيتي السابق الذي انشق إلى الألمان في اليوم الأول حرب مع بعض من كتيبته 436، وخدم حول مدينة موغيليف التي تحتلها ألمانيا، وحراسة خطوط الاتصالات ضد الثوار السوفييت.
في صيف عام 1942، دخلت الجيوش الألمانية الأراضي التي يسكنها القوزاق. هناك في السهوب المفتوحة كانت المقاومة عديمة الجدوى، لكن مع ذلك رفض الكثيرون، على الرغم من كراهيتهم للشيوعية، التعاون مع غزاة بلادهم. وبينما كان التعاون أمرًا لا مفر منه، كان معظم القادة من الضباط القيصريين السابقين الذين أرادوا الانتقام من هزيمتهم على يد الشيوعيين، لكن العديد من المجندين جاءوا من معسكرات أسرى الحرب. وفي بعض المناسبات، التقى الأقارب الذين فرقتهم الحرب الأهلية الروسية ببعضهم البعض مرة أخرى على جوانب مختلفة من الصراع وقتلوا بلا رحمة.خلال معركة ستالينجراد، تمكنت هجمات القوزاق، بقيادة بعضها سيميون بوديوني، من منع الألمان من دخول القوقاز، حيث تمكن قوزاق تيريك وكوبان بشكل خاص من منع الألمان من الاستيلاء على الجبال. لم تكن المنطقة غنية بالنفط فحسب، بل كانت أيضًا مفتاحًا لإيران والعراق.
منذ عام 1943 فصاعدًا، تم الاحتفاظ بالقوزاق في الغالب في الجزء الجنوبي من الجبهة، حيث أثبت استخدامهم في الاستطلاع والخدمات اللوجستية أنه لا يقدر بثمن. وقد ذهب العديد منهم عبر رومانيا إلى منطقة البلقان خلال المراحل الأخيرة من الحرب.
معظم المتعاونين، الذين يقول البعض إن عددهم يزيد عن 250 ألفًا (على الرغم من أن الأرقام الحالية تدعي أن العدد الحقيقي لم يكن حتى ثلث هذا العدد) كانوا دون القوزاق، الذين كانوا في السابق أكبر وأقوى مضيف، عانوا من الأسوأ في ظل سياسات التجميع السوفييتية. من ناحية أخرى، قاتل كوبان وتيريك القوزاق بشكل حصري تقريبًا لصالح الجيش الأحمر، وحتى في معظم المواقف اليائسة كانت بطولتهم واضحة. نظرًا لكونه أكبر مضيف للقوزاق في الجيش الأحمر، سار قوزاق كوبان في عام 1945 منتصرين في الساحة الحمراء في موكب النصر الشهير.
فر العديد من المتعاونين من التقدم السوفيتي (غالبًا ما طاردهم القوزاق السوفييت) ولكن بموجب اتفاقيات الحلفاء السوفييت تم تسليم الآلاف منهم إلى الاتحاد السوفييتي. بعد وفاة جوزيف ستالين، سُمح لأعداد كبيرة من العائدين بالعودة إلى أراضيهم الأصلية، بموجب وعد بالسرية. ولم يتمكنوا من الحداد علناً على الأعضاء المفقودين من مجتمعاتهم إلا بعد عام 1991، مع انهيار النظام الشيوعي في الاتحاد السوفييتي.لا يزال تقسيم القوزاق في كل من الحرب الأهلية الروسية والحرب العالمية الثانية قضية مثيرة للجدل حتى يومنا هذا.

## في روسيا اليوم
منذ انهيار الاتحاد السوفييتي في روسيا ظهرت العديد من مجتمعات القوزاق في جميع أنحاء البلاد. في روسيا، تتعاطف المجتمعات المسجلة وغير المسجلة مع القوزاق. تتعاون مجتمعات القوزاق في روسيا مع بعضها البعض وكذلك مع الكنيسة الأرثوذكسية الروسية. في نهاية عام 2018، أنشأ القوزاق مجتمع القوزاق لعموم روسيا لتنسيق العمل الثقافي وتعزيز جذور القوزاق (مثل تقديم أزياء القوزاق الأصلية مرة أخرى).
خلال كأس العالم 2018، تم دمج مجموعات القوزاق في قوات الشرطة الروسية من أجل قمع الاحتجاجات المناهضة لبوتين.

## في أوكرانيا اليوم
في أوكرانيا القرن الحادي والعشرين، هناك المئات من جمعيات القوزاق المتنوعة.
تأسست منظمة "القوزاق الأوكرانيون المسجلون" (URC) في 29 مارس 2002 بقرار من الهيئة العامة لعموم أوكرانيا "القوزاق الأوكرانيين المسجلين" (URC) وتم تسجيلها في وزارة العدل في 8 يوليو 2002.

## أنظر أيضا
- دراجات نارية القوزاق
- هيتمان
- الهتمان من القوزاق الأوكرانيين
- انتفاضة كوسينسكي
- رضا شاه